# Туранов, Хабибулла Туранович
Хабибулла Туранович Туранов — советский учёный  и педагог в области машиноведения. Область научных интересов: теоретическая и экспериментальная механика машин различных технологических назначений и, в частности, математическое моделирование колебательных систем сложной конфигурации при действии на них динамических нагрузок импульсного характера. Написание учебников для слушателей железнодорожных ВУЗов.

## Биография
Родился 10 января 1942 года в посёлке Тойтепа Ташкентской области в семье колхозника.
Отец: Парманов Туран призван в ряды Советской Армии для участия  в Великой Отечественной войне в декабре 1942 г., с сентября 1943г. считается без вести пропавшим.
Мать: Парманова Жоврия(образование: мечеть-медресе Жаудира, Туркестан) в одиночку в тяжёлое послевоенное время воспитала двух сыновей.
Брат: Туранов Хайрулла (врач).
- 1957 - 1959 студент Ташкентского железнодорожного техникума по специальности «механик тепловозник».
- 1959 -1965 студент Ташкентского института инженеров железнодорожного транспорта по специальности «инженер-механик».
- 1965 - 1966 служба в рядах понтонных подразделений инженерных войск Вооружённых Сил СССР,  в/ч в г. Каменец-Подольский,Украинской ССР.
- 1964 - 1990 член КПСС.
- 1990 Народный депутат Ленинского района г. Ташкента.

## Трудовая и Педагогическая деятельность
- 1959 - 1962 слесарь Ташкентского тепловозоремонтного завода.
- 1965 - 1969 ассистент  Института механики и сейсмостойкости сооружений АН УзССР.
- 1969 - 1972 ассистент, преподаватель,1973 доцент, 1980—1984 заведующий кафедрой «Детали машин», 1986—1997 профессор кафедры «Детали машин и основы конструирования», проректор по научной работе Ташкентского института инженеров железнодорожного транспорта(ТашИИТ).
- В 80-е годы совместно с Р.Д. Матчановым(д.т.н) занимался исследованиями различных вопросов динамики хлопкоуборочных машин в лаборатории ТашИИТа под руководством д.т.н.  А.Д. Глущенко,

также принимал активное участие при подготовке создания преподавания некоторых дисциплин на узбекском языке.
- 1997—2003 профессор кафедры «Грузовая работа и подвижной состав» Сибирского государственного университета путей сообщения(СГУПС).[2][3]
- 2003—2004 профессор Самарского государственного университета путей сообщения (СамГУПС).
- 2004—2019 профессор кафедры «Станции, узлы и грузовая работа» Уральского государственного университета путей сообщения(УрГУПС).[4][5][6]

## Научная деятельность
- 1972 Кандидат технических наук.
- 1984 Доктор технических наук.[7]
- 1991 Действительный член Академии  транспорта Российской Федерации.

свыше 160 научных работ, в том числе 22 авторских свидетельства и 3 патента РФ на изобретения.
Являлся участником международных, союзных научных конференций, научным руководителем диссертаций на соискание ученной степени доктора(свыше 9) и кандидата наук.
Руководитель научного направления по разработке основ теории крепления грузов на открытом подвижном составе.

## Публикации
Х. Т. Туранов опубликовал  свыше 10 монографий, 3 учебных пособий по автоматизированному проектированию механизмов для студентов машиностроительных специальностей втузов.
А. Н. Бондаренко, Х. Т. Туранов, Н.В. Власова. Крепления грузов в вагонах. — Екатеринбург: УрГУПС, 2006. — 321 с. — ISBN 5–94614–024–8.
Туранов Х.Т., Гордиенко. Расчёт времени движения и скорости вагона на промежуточном участке сортировочной горки при попутном ветре. — Ж. "Мир транспорта" том 14(№4), 2016. — С. 78-85. — 85 с.

### Монографии
- Туранов Х.Т. Теоретическая механика в специальных задачах грузовых перевозок. — Новосибирск, Екатеринбург: Наука, УрГУПС, 2012. — 447 с. — ISBN 978-5-02-018997-3, 978-5-94614-228-1.
- Туранов Х.Т. Взаимодействие открытого подвижного состава и твердотельного груза. — Москва: Учебно-методический центр по образованию на железнодорожном транспорте, 2011. — 374 с. — ISBN 978-5-9994-0030-7.
- Туранов Х.Т. Прикладная механика в сфере грузовых перевозок: Учебное пособие для студентов вузов железнодорожного транспорта. — Екатеринбург: УрГУПС, 2008. — 308 с. — ISBN 978–5–94614–060–7.
- Туранов Х.Т. Прикладная механика железнодорожной техники в системе MathCAD. — Екатеринбург: УрГУПС, 2012. — 408 с. — ISBN 9783847391210.
- Туранов Х.Т. Элементы теории устойчивости колёсной пары грузового вагона. — Екатеринбург: УрГУПС, 2012. — 336 с. — ISBN 9783847395546.
- Туранов Х.Т. Элементы теории клиновых механизмов грузовых вагонов. — Екатеринбург: УрГУПС, 2012. — 160 с. — ISBN 9783659980206.
- Туранов Х.Т. Введение в теорию линейных колебаний в системе MathCAD. — Екатеринбург: Palmarium Academic Publishing, 2012. — 284 с. — ISBN 9783847392163.
- Туранов Х.Т. Теория крепления твёрдотельного груза на открытом подвижном составе. — Екатеринбург: Palmarium Academic Publishing, 2012. — 268 с. — ISBN 9783847395102.
- Туранов Х.Т. Аналитическое обоснование технологии несиммитричного размещения общего центра масс груза в вагонах. — Екатеринбург: Журнал "Транспорт Урала", 2009 №1(20). — С. 31-35. — 93 с.

## Семья
- Супруга — Туранова Ёкутхон Исмаиловна, экономист в сфере Железнодорожного транспорта Узбекистана.
- Трое сыновей(образование: высшее профильное).

## Награды и звания
- «Заслуженный механизатор сельского хозяйства Узбекской ССР». Уд-е №103 от 16.02.1984
- «Заслуженный Работник РФ». Уд-е № 123 от 09.10.1997
- «Почётный железнодорожник» МПС РФ. Уд-е №197915 28.12.2001